# Малые Котюжены
Малые Котюжены (рум. Cotiujenii Mici, Котюжений-Мичь) — село в Сынжерейском районе Молдавии. Является административным центром коммуны Малые Котюжены, включающей также сёла Алексеевка и Гура-Ойтуз.

## География
Село расположено на высоте 146 метров над уровнем моря.

## Население
По данным переписи населения 2004 года, в селе Котюжений Мичь проживает 1137 человек (542 мужчины, 595 женщин).
Этнический состав села:
| Национальность | Число жителей | Процентный состав |
| -------------- | ------------- | ----------------- |
| молдаване      | 1118          | 98.33             |
| румыны         | 11            | 0.97              |
| украинцы       | 4             | 0.35              |
| русские        | 3             | 0.26              |
| прочие         | 1             | 0.09              |
| Всего          | 1137          | 100 %             |